# W. Kovács András
W. Kovács András (Kolozsvár, 1975. augusztus 4.) erdélyi magyar történész, Kovács Sándor (1944–2021) fia.

## Életútja
Középiskoláit a kolozsvári Báthory István Líceumban végezte (1993), a BBTE-n 1997-ben szerzett történelemtanári diplomát. Ugyanott nyert magiszteri fokozatot a középkor történetéből (1998), majd a bukaresti N. Iorga Történettudományi Intézetben Az erdélyi vajdai tisztség fejlődése 1414-ig c. dolgozatával megszerezte a történettudományok doktora címet (2005).

## Munkássága
1999 novemberétől az EME tudományos munkatársa, Bölcsészet, Nyelv- és Történettudományi Szakosztályának titkára, a Jakó Zsigmond Pál vezette Erdélyi Okmánytár munkaközösség tagja.
Kutatási területe Erdély 1542 előtti oklevélhagyatékának feltárása és közzététele, erdélyi társadalom- és családtörténet. Első publikációja az Entz Géza és Kovács András tanulmányaival megjelent könyvben (A Farkas utcai templom címerei. Kolozsvár, 1995) a címerekre vonatkozó családtörténeti függelék összeállítása volt. Szakcikkei, tanulmányai a Református Szemle (2003/6), az Erdélyi Múzeum (2004/1–2; 2004/3–4; 2005/ 3–4), a Korunk (2005/7), ill. az Anuarul Institutului de Istorie (Kolozsvár, 1997), Colloquia (1996–97/1–2), Revista de Arhivistică, 1998/1–2), Arhiva Genealogică (1999/1–4), Zeitschrift für Siebenbürgische Landeskunde (2007) hasábjain jelentek meg.
Társszerkesztője volt a Kiss András 80. születésnapjára kiadott emlékkönyvnek (Kolozsvár, 2004), amelyben A levéltárrendező és családtörténész Huszti András c. tanulmánya is olvasható; munkatársa a Jakó Zsigmond Pál közzétételében megjelenő Codex diplomaticus Transsylvaniae – Erdélyi okmánytár. Oklevelek, levelek és más írásos emlékek Erdély történetéhez II. (Budapest, 2004) és III. (Budapest, 2008) kötetének.

## Kötetei
- A Wass család cegei levéltára (Valentiny Antallal, Kolozsvár, 2006. Az Erdélyi Nemzeti Múzeum Levéltára 3);
- The History of the Wass de Czege Family (Hamburg 2005);
- Magyar vonatkozású oklevélközlések Romániában (Kolozsvár, 2009. Erdélyi Tudományos Füzetek 261.)
- Az erdélyi vármegyék középkori archontológiája; Erdélyi Múzeum-Egyesület, Kolozsvár, 2010 (Erdélyi Tudományos Füzetek 265.)
- Megyeszékhelyek a középkori Erdélyben; Erdélyi Múzeum-Egyesület, Kolozsvár, 2010
- Institutional structures and elites in Sălaj Region and in Transylvania in the 14th-18th centuries; szerk. W. Kovács András; Romanian Academy–Center for Transylvanian Studies, Bucuresti–Cluj-Napoca, 2012
- A Szilágyság és a Wesselényi család. 14-17. század; szerk. Hegyi Géza, W. Kovács András; Erdélyi Múzeum-Egyesület, Kolozsvár, 2012 (Erdélyi tudományos füzetek)
- Kiadás előtt álló munkája: Az erdélyi megyei hatóságok középkori oklevelei.

## Díjak, elismerések
2008-ban a budapesti Gróf Mikó Imre Alapítvány, ill. az Erdélyi Múzeum-Egyesület Entz Géza-díjjal jutalmazta A Wass család cegei levéltára c. kötetét.